# Monteille
Monteille est une ancienne commune française située dans le département du Calvados en région Normandie, peuplée de 151 habitants.
Le 1er janvier 2017, elle prend le statut administratif de commune déléguée au sein de la nouvelle commune de Mézidon Vallée d'Auge de statut administratif commune nouvelle.

## Géographie

### Localisation
La commune est à l'ouest du pays d'Auge. Son bourg est à 6,5 km au sud de Cambremer, à 11 km à l'est de Mézidon-Canon, à 14 km au nord-est de Saint-Pierre-sur-Dives et à 15 km à l'ouest de Lisieux.
| Notre-Dame-de-Livaye, Saint-Loup-de-Fribois | Notre-Dame-de-Livaye                           | Cambremer (sur quelques dizaines de mètres), La Houblonnière |
| Saint-Loup-de-Fribois                       | Monteille                                      | Lécaude                                                      |
| Le Mesnil-Mauger                            | Le Mesnil-Mauger (comm. ass. de Saint-Crespin) | Lécaude                                                      |

## Toponymie
Le nom de la localité est attesté sous la forme Montelliae au XIVe siècle. Le toponyme serait issu du bas latin montilia, « colline ».
Le gentilé est Monteillais.

## Histoire
Le 1er janvier 2017, Monteille intègre avec treize autres communes la commune de Mézidon Vallée d'Auge créée sous le régime juridique des communes nouvelles instauré par la loi no 2010-1563 du 16 décembre 2010 de réforme des collectivités territoriales. Les communes des Authieux-Papion, de Coupesarte, de Crèvecœur-en-Auge, de Croissanville, de Grandchamp-le-Château, de Lécaude, de Magny-la-Campagne, de Magny-le-Freule, du Mesnil-Mauger, de Mézidon-Canon, de Monteille, de Percy-en-Auge, de Saint-Julien-le-Faucon et de Vieux-Fumé deviennent des communes déléguées et Mézidon-Canon est le chef-lieu de la commune nouvelle.

## Politique et administration

### Liste des maires
| Période                                  | Période       | Identité         | Étiquette | Qualité |
| ---------------------------------------- | ------------- | ---------------- | --------- | ------- |
| Les données manquantes sont à compléter. |               |                  |           |         |
| ?                                        | mars 2001     | Roger Frenette   |           |         |
| mars 2001                                | décembre 2016 | Claudine Requier | SE        |         |

Le conseil municipal était composé de onze membres dont le maire et un adjoint.

### Liste des maires de la commune déléguée
| Période      | Période  | Identité         | Étiquette | Qualité   |
| ------------ | -------- | ---------------- | --------- | --------- |
| janvier 2017 | En cours | Claudine Requier | SE        | Retraitée |

## Population et société

### Démographie
L'évolution du nombre d'habitants est connue à travers les recensements de la population effectués dans la commune depuis 1793. À partir du 1er janvier 2009, les populations légales des communes sont publiées annuellement dans le cadre d'un recensement qui repose désormais sur une collecte d'information annuelle, concernant successivement tous les territoires communaux au cours d'une période de cinq ans. 
Pour les communes de moins de 10 000 habitants, une enquête de recensement portant sur toute la population est réalisée tous les cinq ans, les populations légales des années intermédiaires étant quant à elles estimées par interpolation ou extrapolation. Pour la commune, le premier recensement exhaustif entrant dans le cadre du nouveau dispositif a été réalisé en 2006,.
En 2021, la commune comptait 151 habitants, en évolution de −3,82 % par rapport à 2015 (Calvados : +1,58 %, France hors Mayotte : +2,49 %).
Monteille a compté jusqu'à 190 habitants en 1821.
| 1793 | 1800 | 1806 | 1821 | 1831 | 1836 | 1841 | 1846 | 1851 |
| ---- | ---- | ---- | ---- | ---- | ---- | ---- | ---- | ---- |
| 141  | 127  | 133  | 190  | 170  | 163  | 171  | 156  | 145  |

| 1856 | 1861 | 1866 | 1872 | 1876 | 1881 | 1886 | 1891 | 1896 |
| ---- | ---- | ---- | ---- | ---- | ---- | ---- | ---- | ---- |
| 123  | 148  | 148  | 131  | 123  | 125  | 146  | 130  | 129  |

| 1901 | 1906 | 1911 | 1921 | 1926 | 1931 | 1936 | 1946 | 1954 |
| ---- | ---- | ---- | ---- | ---- | ---- | ---- | ---- | ---- |
| 134  | 138  | 132  | 129  | 127  | 130  | 113  | 144  | 125  |

| 1962 | 1968 | 1975 | 1982 | 1990 | 1999 | 2006 | 2011 | 2016 |
| ---- | ---- | ---- | ---- | ---- | ---- | ---- | ---- | ---- |
| 130  | 115  | 102  | 126  | 131  | 163  | 189  | 153  | 153  |

| 2019 | - | - | - | - | - | - | - | - |
| ---- | - | - | - | - | - | - | - | - |
| 150  | - | - | - | - | - | - | - | - |

## Culture locale et patrimoine

### Lieux et monuments

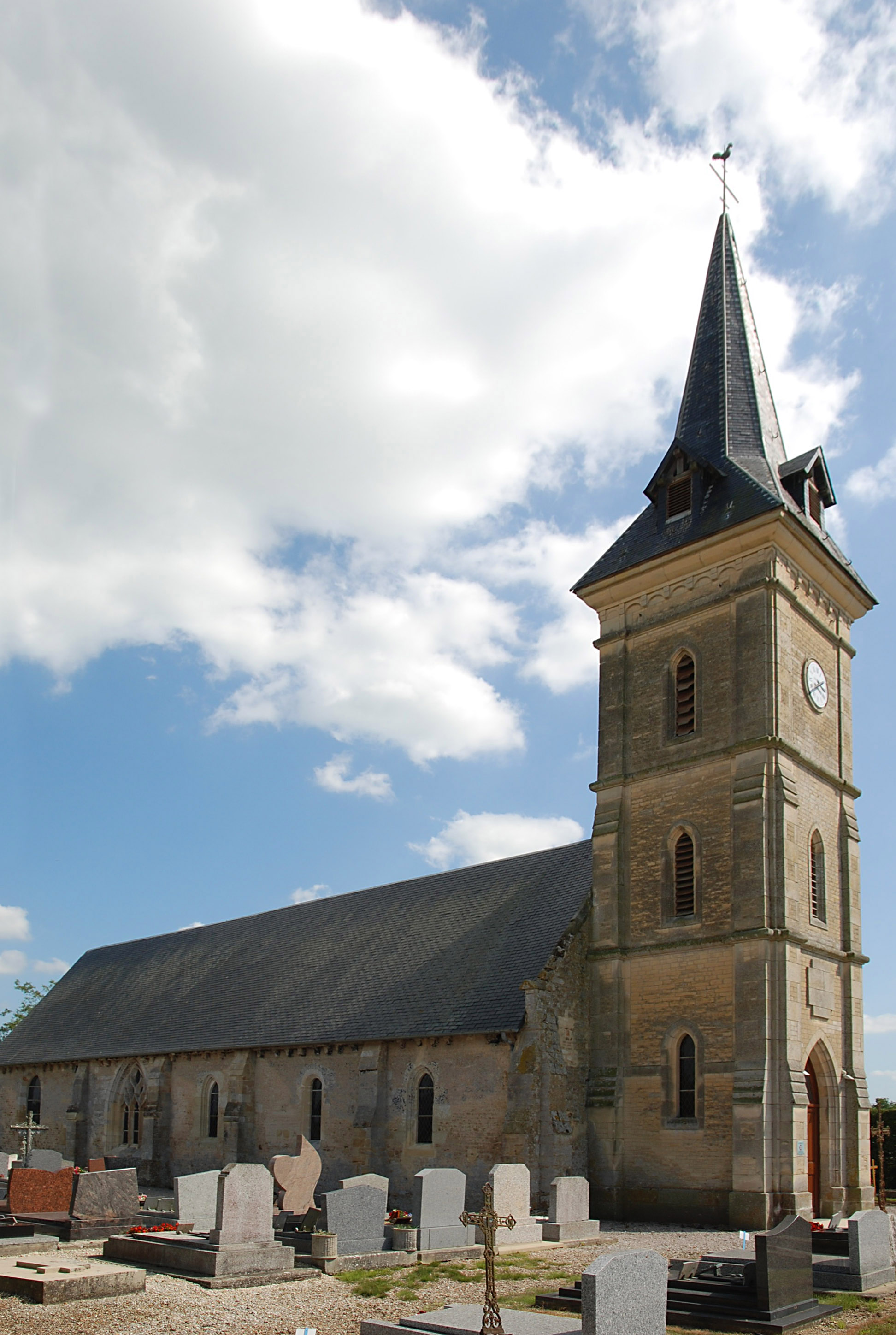
L'église Saint-Ouen.

- Château du Mont-à-la-Vigne des XVe – XVIe siècles, restauré, inscrit au titre des monuments historiques[13]. Pigeonnier, chapelle. Le site, situé au sud-ouest, sur une butte naturelle, se présente sous la forme d'une enceinte polygonale flanquée de quatre tours rondes d'angle, et des logis partiellement en colombages[14].

Le manoir est construit après la guerre de Cent Ans, près de l'emplacement d'un château plus ancien dont la motte féodale était signalée au XIXe siècle,.
- Église Saint-Ouen du XIIe siècle, inscrite au titre des monuments historiques[16].